# Actinote ochrotaenia
Actinote ochrotaenia är en fjärilsart som beskrevs av Jordan 1913. Actinote ochrotaenia ingår i släktet Actinote och familjen praktfjärilar. Inga underarter finns listade i Catalogue of Life.